# FK Kokand 1912
FK Kokand 1912 (Oezbeeks: Қўқон 1912 футбол клуби Qo'qon 1912) is een Oezbeekse voetbalclub uit Kokand. De club werd opgericht in 1912 en is de oudste club van het land. 

## Geschiedenis
De club speelde in 1968 voor het eerst in de derde klasse van de toenmalige Sovjet-Unie. Na twee seizoenen moest de club door competitiehervorming terug in de regionale reeksen spelen tot 1988. Na een plaats in de lagere middenmoot eindigde de club in 1989 vijfde. De volgende twee seizoenen eindigde de club terug in de middenmoot.
Na de onafhankelijkheid van Oezbekistan ging de club daar in de nieuwe hoogste klasse spelen. In het eerste seizoen bereikte de club meteen de finale van de beker, die ze na strafschoppen verloren van Navbahor Namangan. Na vier seizoenen degradeerde de club uit de hoogste klasse. In 1997 werd de club kampioen en keerde terug. Na twee plaatsen middenmoot werd de club laatste in 2000 en degradeerde. De club kon de afwezigheid beperken tot 1 jaar. Na twee seizoenen werd de club wegens financiële problemen uit de competitie gezet. De club verzeilde zelfs in de derde klasse. In 2014 kon de club weer promotie afdwingen.

## Naamswijzigingen
- 1912—1967: FK Kokand
- 1968—1987: Mechnat Kokand
- 1988—1991: Avtomobilist Kokand
- 1992—2001: Temiryoʻlchi Qoʻqon
- 2002—2008: Qo'qon
- 2009—2012: Bunjodkor Qoʻqon 1912
- 2012—: Qoʻqon 1912

FK Andijan · Metaloerg Bekabad · FK Buxoro · Neftçi Fargʻona · Shurtan Guzar · So'g'dijona Jizzax · Kokand 1912 · Mash'al Mubarek · Navbahor Namangan · Olmaliq FK · Nasaf Qarshi · Bunjodkor Tasjkent · Lokomotiv Tasjkent · Obod Tasjkent · Pachtakor Tasjkent · Qizilqum Zarafshon ·